# ساترلند مکدونالد
ساترلند مکدونالد (انگلیسی: Sutherland Macdonald; ۲۵ ژوئن ۱۸۶۰ – ۱۸ ژوئن ۱۹۴۲) یک هنرمند تاتو برجسته خالکوبی انگلیسی در اواخر قرن نوزدهم و اوایل قرن بیستم و اولین خالکوبی در بریتانیا با یک ساختمان قابل شناسایی بود که برای عموم باز بود. او که در یک سالن در خیابان جرمین لندن فعالیت می کرد، در سال ۱۸۹۴ در فهرست مدیران اداره پست لندن قرار گرفت. او اولین فردی محسوب می شود که یک سرویس خالکوبی حرفه ای را در لندن ارائه می دهد، اگرچه این عمل پیش از آن در ژاپن و خاورمیانه محبوب بود. گفته می شود که او به اشتباه پادشاهان و شاهزادگان را خالکوبی کرده است، از جمله جرج پنجم زمانی که دوک یورک بود.

## زندگی و حرفه
ساترلند مکدونالد در ۲۵ ژوئن ۱۸۶۰ در باندری تراس، لیدز به دنیا آمد. او در دهه ۱۸۷۰ به عنوان اپراتور تلگراف در ارتش بریتانیا خدمت کرد و در جنگ انگلیس و زولو بود.

او علاوه بر طراحی های هنری، ترکیب رنگ را نیز روی پیوند پوست قربانیان حادثه انجام داد.

او در ۱۸ ژوئن ۱۹۴۲ در خانه اش در ۳ خیابان گیلفورد، سوربیتون درگذشت و در گورستان سوربیتون به خاک سپرده شد.

## میراث
در ۲۹ ژانویه ۲۰۱۶، موزه لندن نمایشگاهی را افتتاح کرد که شامل برخی از آثار او به نام تاتو لندن بود.